# シュコダ・ファビアWRC
シュコダ・ファビアWRC（シュコダファビアダブリューアールシー、Škoda Fabia World Rallycar）は、世界ラリー選手権 (WRC) に出場することを目的として、シュコダ・ファビアをベース車両としてワールドラリーカーホモロゲーションを取得するためにシュコダが製作した競技専用車。2003年第8戦ドイツでデビューし、2007年シーズンまでに計30戦に公式参戦したが、優勝やポディウムを獲得することはできず、2005年のツール・ド・コルスでフランス人ドライバーのアレクサンドル・ベンゲが6位入賞したのが最高成績である。ワークス撤退後はプライベート・ドライバーの手に渡りそこそこの結果を残している。ディディエ・オリオール、トニ・ガルデマイスター、アルミン・シュヴァルツ、ヤニ・パーソネン、ロマン・クレスタ、ミッコ・ヒルボネン、コリン・マクレー、ヤン・コペッキーらのドライバーがこの車両を運転した。
WRCでの成績が振るわなかったにもかかわらず、このモデルは2008年に開発されたシュコダ・ファビアS2000の基となり、IRCやヨーロッパラリー選手権などの様々な国際イベントや選手権に参加し、いくつかの勝利とタイトルを獲得した。

## 概要
シュコダ・オクタビアWRCの後継として開発された。
全長の長過ぎるオクタビアの開発に悩まされていたシュコダとしては待望のBセグメントハッチバックであった。

## 開発
シュコダがファビアのワールドラリーカーモデルの開発を決定した時点で、シュコダはすでにラリーでの経験があり、このカテゴリーでシュコダ・オクタビアWRCのホモロゲーションを取得していた。
しかし、成績が悪く、競技には不向きなモデルであったことからメーカーはトップカテゴリーでの競争力のある新しい車両を設計する必要に迫られた。エンジニアチームが最初に直面した問題は、競技規則では車両全長4m以上となっているにもかかわらず、標準状態のファビアの全長が3.96mしかないことだった。そこで、必要な全長を満足するように大型のバンパーを備えたスポーツモデルを「シュコダ・ファビアRS」として発売した。それ以降、多くのライバル同様にターボチャージャーや四輪駆動を標準装備しないベース車両からの開発が始まった。先代のオクタビアWRCと比べた利点の一つは、ホイールベースがほぼ同じで車体寸法が小さく、オーバーハングの重量（特にフロント）が軽減されたことで操縦性が向上した。シャシーは補強されてセーフティケージが装着され、ドライブシャフトを収納してシャシーから隔離するためのトンネルがフロアに設置された。リアサスペンションはマクファーソン・ストラットに改められ、エンジンは先代オクタビアのものが流用された。エンジンブロックはアウディ製でオクタビアRSに搭載されていたが、1.8リッターエンジンだったために、2.0リッターまで拡張する必要があった。また、加速をやめた時や回転数が下がった時にターボ出力が低下するのを避けるために、アンチラグシステム（ALS）と呼ばれるエキゾーストマニホールドに未燃焼ガスを導入して燃焼させ、スロットルオフでもターボの回転が止まらないようにするシステムを開発した。駆動系のディファレンシャルは、当初はフロント・リアがパッシブ、センターデフがハングオンクラッチで、2004年モデルからプロドライブが設計した3個のアクティブデフが装備され、フロントとセンターのデフはギアボックスハウジングに固定、リアデフはリアアクスルに設置された。
最終的にエンジンは最高出力は300bhp/5,500rpm、最大トルクは600Nm/3,500rpmとなった
6速シーケンシャル・ギアボックスはX-trac製とカールソン製の2種類がホモロゲーションを受け、デビュー戦では前者をオリオール、後者をガルデマイスター用と使い分けていたが、第9戦フィンランドからはX-trac製に統一している。後にパドルシフトを採用した。
2004モデルのショックはレイガー製。車体サイズは4,002×1,770ミリ、ホイールベースは2,642ミリ。車重はWRカーミニマムの1,230kg。

## WRCでの活躍

### 2003年シーズン
このシーズン、シュコダはシュコダ・オクタビアWRCで参戦し、シュコダ・ファビアWRCはオリオールとガルデマイスターのドライブによる第8戦ラリー・ドイチェランドでようやくデビューしたが、成績は振るわなかった。セットアップ不足で2戦連続リタイアを喫した。オーストラリアではふたりともポイント圏外ながら完走。その後はトップ10に入ることもできず、最終的には7戦出場でドライバーズポイントは0点、マニュファクチャラーポイントは3点という、完走するのが精一杯という有様であった。この競争力不足により、2004年はヨーロッパでのテスト参加にとどめ、マシンの開発に専念することになった。
| 年     | チーム                     | ドライバー             | MON | SWE | TUR | NZL | ARG | GRE | CHI | GER | FIN | AUS | SRM | FRA | ESP | GBR | 順位 | ポイント | 順位 | ポイント | 備考  |
| 2003年 | シュコダ・モータースポーツ | ディディエ・オリオール |     |     |     |     |     |     |     | Ret | Ret | 12  | 12  | Ret | Ret | 11  | 13º  | 4        | 5º   | 23       | [ 6 ] |
| 2003年 | シュコダ・モータースポーツ | トニ・ガルデマイスター |     |     |     |     |     |     |     | Ret | Ret | 11  | Ret | 11  | 12  | Ret | 12º  | 9        | 5º   | 23       | [ 6 ] |

### 2004年シーズン

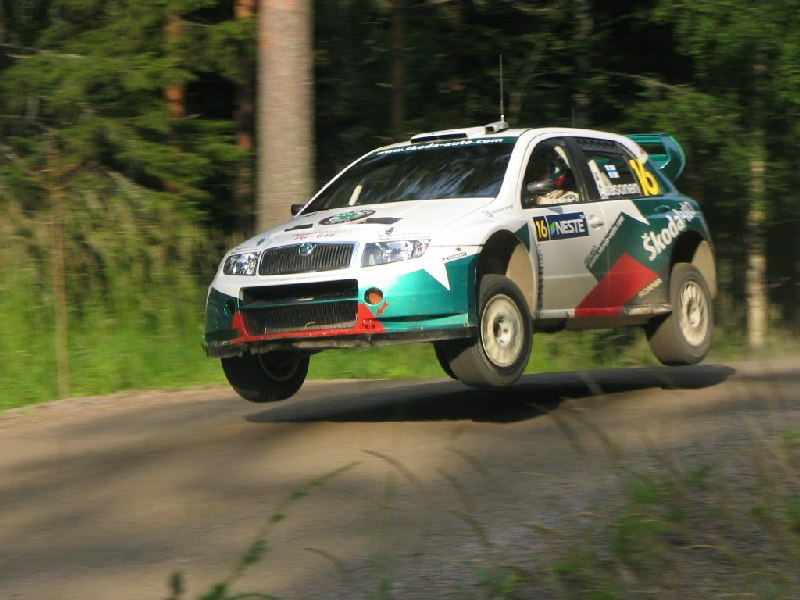
2004年ラリー・フィンランドでのドライバー、ヤニ・パーソネン

2004年、チームはアルミン・シュワルツとともに主にペーブメントでの様々なテストを行ない、結果を出し始めたが、さらに予算が削減されてしまい、ヨーロッパラウンドのみの限定参戦となった。エンジンチューナーがリーマンからアウディ・シュポルトに代わり、チェコ側が主体であった開発がアウディ寄りになっていく。ディファレンシャルもトリプルアクティブデフへと変更され、2004年のトレンドとなるスペックを得た。フィンランドでは3台目のファビアをスポット起用のヤニ・パーソネンが6位、ドイツでガルデマイスターが7位、ツール・ド・コルスでアルミン・シュヴァルツが8位とわずかずつながらパフォーマンスを向上していった。
2004年に特例のオプション変型（VO）で排気系の変更、ウォーターインジェクションの追加など、細かいファインチューンを重ね、05年はフル参戦に復帰。ドライバーはアルミン・シュヴァルツとヤンネ・トゥオヒノ、ヤニ・パーソネン、アレックス・ベンゲ、ミッコ・ヒルボネンをイベントによって使い分けている。エアロダイナミクスはアウディの実験施設を利用して改善され、ターボチャージャーや排気系、ECUも変更。中盤から6速トランスミッションが5速に変更されている。
| 年     | チーム                     | ドライバー             | MON | SWE | MEX | NZL | CHI | GRE | TUR | ARG | FIN | GER | JPN | GBR | CER | FRA | ESP | AUS | 順位 | ポイント | 順位 | ポイント | 備考  |
| 2004年 | シュコダ・モータースポーツ | アルミン・シュワルツ   |     |     |     |     |     | Ret |     |     | 12  | 11  |     | Ret | Ret | 8   | 11  |     | 33º  | 1        | -    | -        | [ 7 ] |
| 2004年 | シュコダ・モータースポーツ | トニ・ガルデマイスター |     |     |     |     |     | Ret |     |     | 8   | 7   |     | 22  | Ret | 9   | 9   |     | 24º  | 3        | -    | -        | [ 7 ] |
| 2004年 | シュコダ・モータースポーツ | ヤニ・パーソネン       |     |     |     |     |     |     |     |     | 6   |     |     | Ret |     |     |     |     | 21º  | 3        | -    | -        | [ 7 ] |
| 2004年 | シュコダ・モータースポーツ | ロマン・クレスタ       |     |     |     |     |     |     |     |     |     | Ret |     |     |     |     |     |     | -    | 0        | -    | -        | [ 7 ] |

### 2005年シーズン

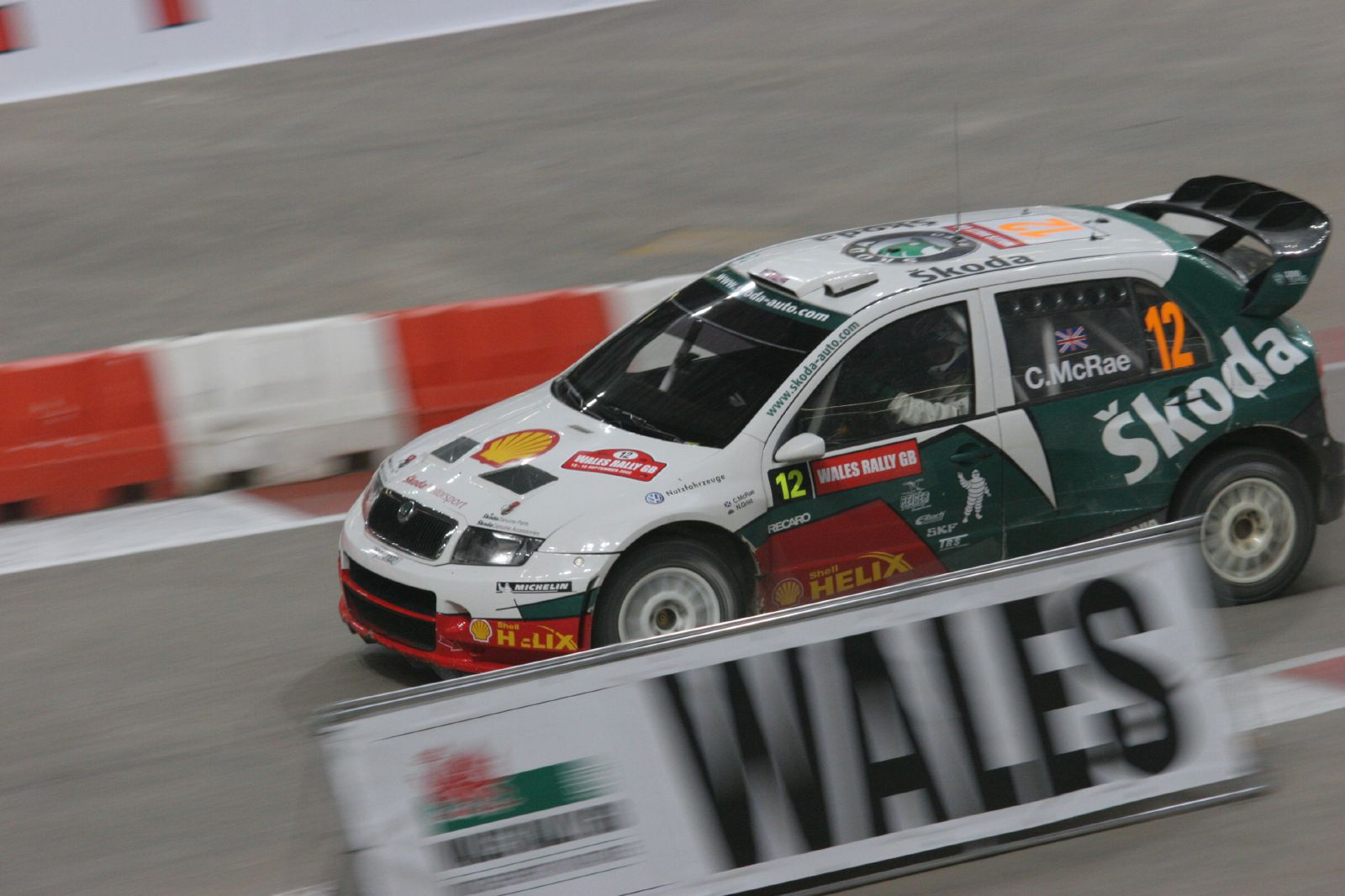
2005年のファビアとコリン・マクレー

2005年第3戦から05スペックマシンがデビューし、パフォーマンスの向上はみられたものの、ベストリザルトはツール・ド・コルスでベンゲが刻んだ6位に留まった。しかし最終戦オーストラリアではコリン・マクレーが終盤まで三菱のハリ・ロバンペラと数秒差の白熱した2位争いを演じ、世界中のWRCファンを熱中させた（結果は3つのSSを残した状態でエンジントラブルによりリタイア）。ラリージャパンでは初めてワークスとして日本の地を踏み、ほとんど輸入されていないため滅多に見ることのできないシュコダ車が走ることも話題になった。シュコダチームが日本のファンのために、ファビアの車体にカタカナで「シュコダ」と描いたが、「ダ」の濁点が3つになっていた。
| 年     | チーム                     | ドライバー                 | MON | SWE | MEX | NZL | CHI | TUR | GRE | ARG | FIN | GER | GBR | JPN | FRA | ESP | AUS | 順位 | ポイント | 順位 | ポイント | 備考 |       |
| 2005年 | シュコダ・モータースポーツ | アルミン・シュワルツ       | Ret |     | 9   | 10  | Ret | 13  | Ret | 18  | 16  | 11  | Ret | 14  | 10  | Ret | 11  | 8    | 27º      | 1    | 6º       | 21   | [ 8 ] |
| 2005年 | シュコダ・モータースポーツ | アレクサンドル・ベンゲ     | 9   |     |     |     |     |     |     |     |     |     | Ret |     |     | 6   | Ret |      | 21º      | 3    | 6º       | 21   | [ 8 ] |
| 2005年 | シュコダ・モータースポーツ | マティアス・エクストローム |     | 10  |     |     |     |     |     |     |     |     |     |     |     |     |     |      | -        | 0    | 6º       | 21   | [ 8 ] |
| 2005年 | シュコダ・モータースポーツ | ミッコ・ヒルボネン         |     |     |     |     |     |     |     |     |     |     |     |     | Ret |     |     |      | 10º      | 14   | 6º       | 21   | [ 8 ] |
| 2005年 | シュコダ・モータースポーツ | コリン・マクレー           |     |     |     |     |     |     |     |     |     |     |     | 7   |     |     |     | Ret  | 22º      | 2    | 6º       | 21   | [ 8 ] |
| 2005年 | シュコダ・モータースポーツ | ヤニ・パーソネン           |     | 9   | 13  |     |     |     |     | Ret | Ret | Ret |     |     |     |     |     |      | -        | 0    | 6º       | 21   | [ 8 ] |
| 2005年 | シュコダ・モータースポーツ | ヤンネ・トゥオヒノ         |     | Ret |     | Ret | 13  | 9   | 13  | Ret |     | 10  |     |     |     |     |     |      | -        | 0    | 6º       | 21   | [ 8 ] |
| 2005年 | シュコダ・モータースポーツ | ヤン・コペッキー           |     | 37  |     |     |     |     |     |     |     |     | Ret |     |     | 12  | 8   |      | 26º      | 1    | 6º       | 21   | [ 8 ] |

### ワークス撤退後

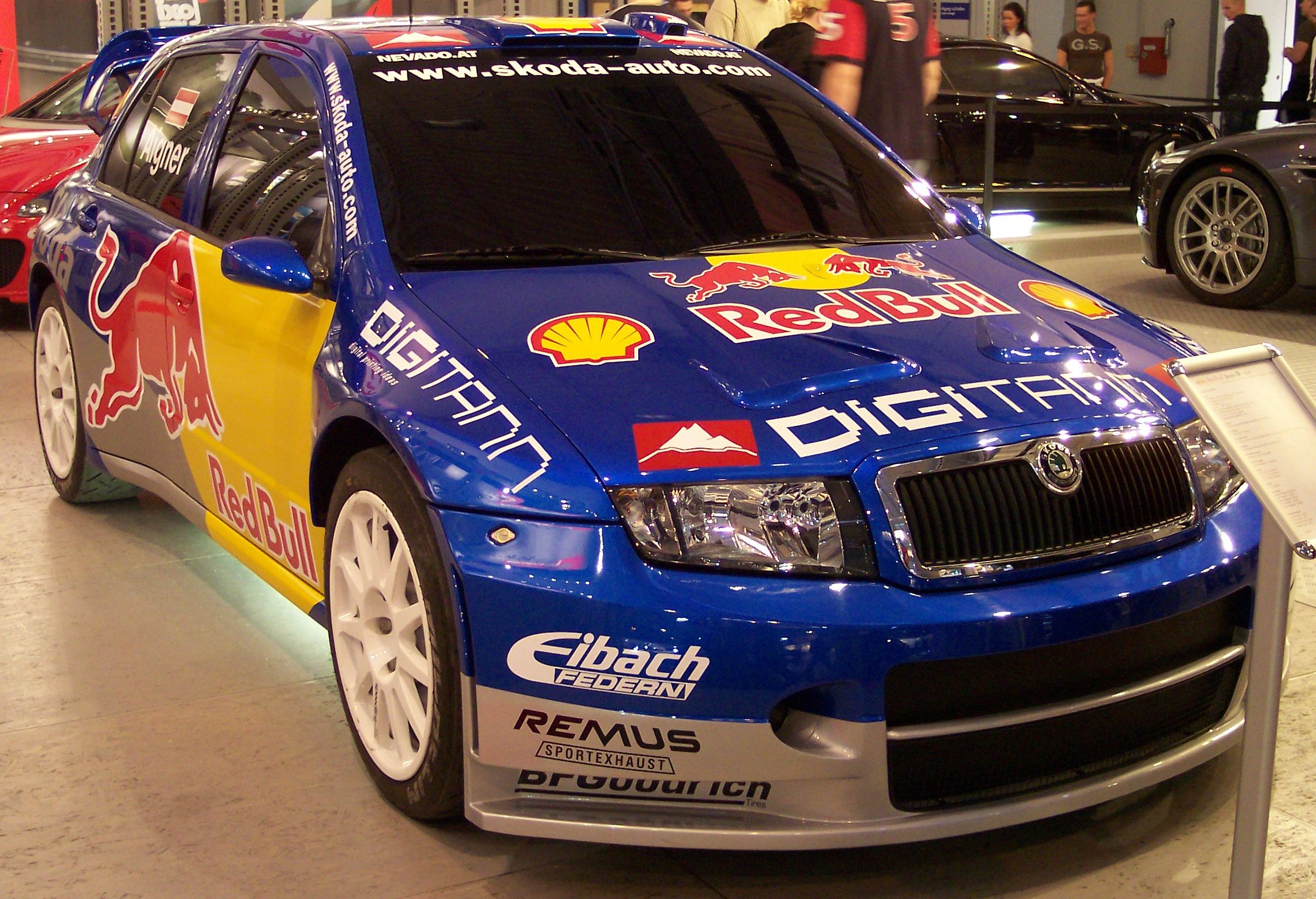
レッドブル・シュコダのファビアWRC

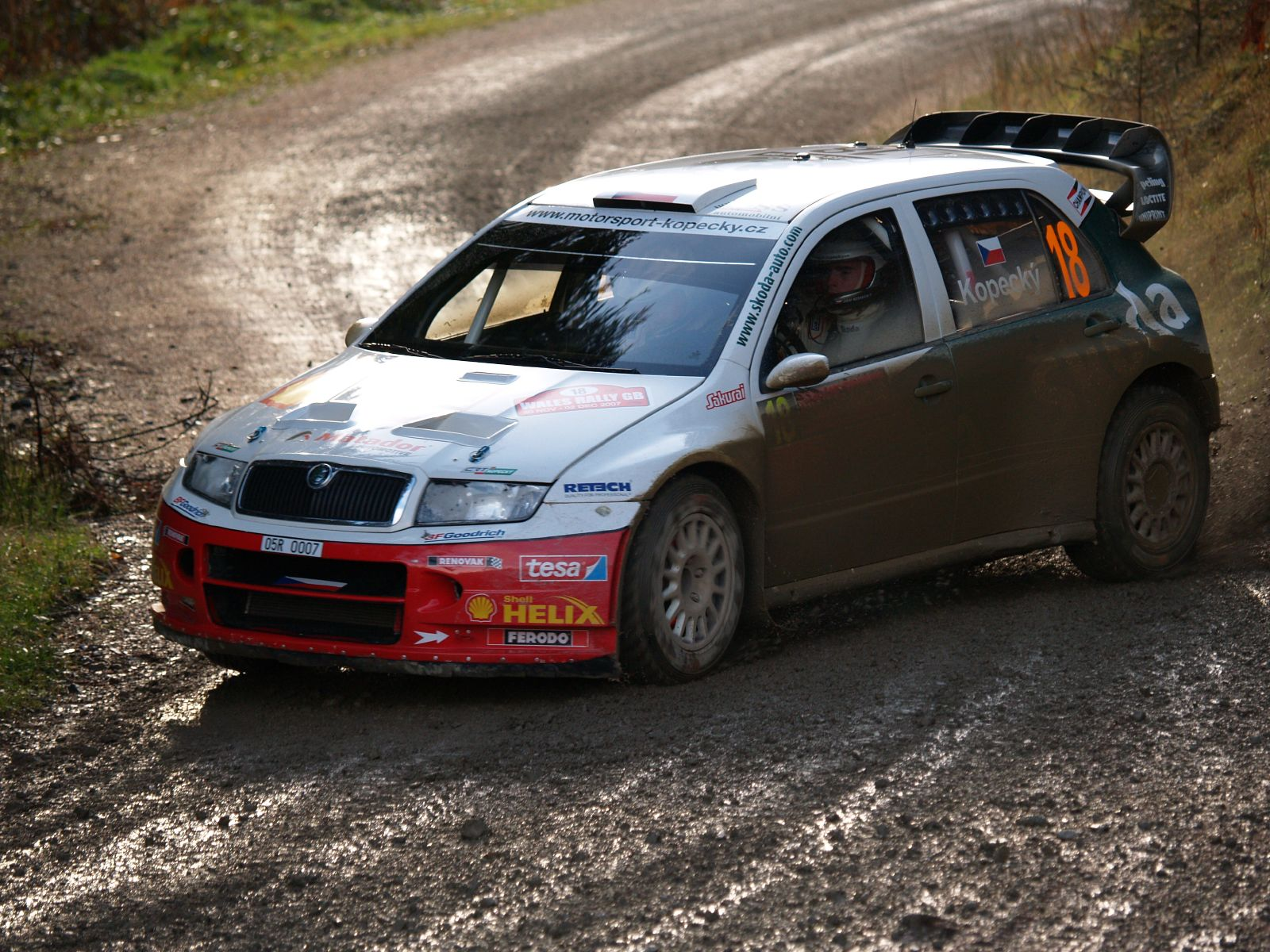
2007年のヤン・コペッキー

2006年はワークスとしては撤退するが、オーストリアのプライベーターにレッドブルがスポンサーに付きセミワークスとして活動。アルミン・シュヴァルツがチームをコーディネートし、車体のカラーリングも一新した。ドライバーはチェコのアンドレアス・エイグナーがメインとなり、ジル・パニッツィ、ハリ・ロバンペラ、マティアス・エクストロームもチームに加わった。レッドブル以外でもフランソワ・デュバルがベルギーのファースト・モータースポーツのスポンサードを受けて出場。またヤン・コペッキーも自身のチームでプライベート・ファビアを駆り出場している。しかしスペインでコペッキーが5位、デュバルが6位に入賞した程度の成績しか残せず、マシンのパフォーマンスに不満の高まっていたパニッツィは第5戦ツール・ド・コルス直前にチームを離脱。急遽ロバンペラが代役を務めることになるなどの混乱もあり、06年も成績は低迷した。
また2006年はレギュレーションの変更により、前年にドライバーズランキングで上位だったドライバーはアクティブデフなどを使えなくなったため、パニッツィ、ロバンペラ、デュバルはパッシブデフ仕様のマシンでの出場となり、成績不振につながった。しかしモンテカルロやカタルニアではデュバルがSSベストを刻むなど気を吐いている。
2007年以降はセミワークスとしても撤退し、プライベーターが用いる程度になった。
次期ファビアのラリーカーは、外注頼りで失敗したWRカーでの反省を活かし、内製を基本として開発されたスーパー2000規定車両として生まれ、2009年以降IRCやSWRCで存分に活躍することになる。

## 主要諸元
エンジン
- 形式：ターボ過給1997 ml
- 気筒配置：直列4気筒
- バルブ数：20
- ボア x ストローク：85.0 x 88.0 mm
- 最大出力：300 hp (220 kW)
- 最大トルク：530 Nm

諸元
- 全長：4005 mm
- 全幅：1770 mm
- 全高：1300 mm
- 軸距：2468 mm
- トレッド幅：1534 mm
- 重量：1.230 kg

駆動系
- 4輪駆動
- 縦置きギアボックス
- トランスミッション：6段シーケンシャル
- クラッチ板：3枚